# Le Samyn 2014
De 46e editie van de wielerwedstrijd Le Samyn werd gehouden op 5 maart 2014. De start was in Frameries en de finish in Dour. De wedstrijd maakte deel uit van de UCI Europe Tour 2014, in de categorie 1.1. De winnaar van 2013 was de Rus Aleksej Tsatevitsj. De Belg Maxime Vantomme versloeg dit jaar de titelhouder in de sprint.

## Mannen

### Deelnemende ploegen
| WorldTour               | ProContinentaal              | Continentaal                  |
| ----------------------- | ---------------------------- | ----------------------------- |
| Lotto-Belisol           | Topsport Vlaanderen-Baloise  | Color Code-Biowanze           |
| Omega Pharma-Quick-Step | Wanty-Groupe Gobert          | T.Palm-Pôle                   |
| AG2R-La Mondiale        | Bretagne-Séché Environnement | Vastgoedservice-Golden Palace |
| FDJ.fr                  | CCC Polsat Polkowice         | Veranclassic-Doltcini         |
| Katjoesja               | Cofidis                      | Vérandas Willems              |
| Trek Factory Racing     | MTN-Qhubeka                  | Wallonie-Bruxelles            |
|                         | RusVelo                      | Roubaix Lille Métropole       |

### Rituitslag
| Plaats  | Naam                | Ploeg                        | Tijd     |
| ------- | ------------------- | ---------------------------- | -------- |
| Winnaar | Maxime Vantomme     | Roubaix Lille Métropole      | 4u36'20" |
| 2       | Aleksej Tsatevitsj  | Katjoesja                    | z.t.     |
| 3       | Nacer Bouhanni      | FDJ.fr                       | z.t.     |
| 4       | Erwann Corbel       | Bretagne-Séché Environnement | z.t.     |
| 5       | Kristian Sbaragli   | MTN-Qhubeka                  | z.t.     |
| 6       | Danilo Napolitano   | Wanty-Groupe Gobert          | z.t.     |
| 7       | Steve Chainel       | AG2R-La Mondiale             | z.t.     |
| 8       | Gerald Ciolek       | MTN-Qhubeka                  | z.t.     |
| 9       | Zico Waeytens       | Topsport Vlaanderen-Baloise  | z.t.     |
| 10      | Tom Dernies         | Wallonie-Bruxelles           | z.t.     |
| 11      | Jawhen Hoetarovitsj | AG2R-La Mondiale             | z.t.     |
| 12      | Danny van Poppel    | Trek Factory Racing          | z.t.     |
| 13      | Jimmy Turgis        | Roubaix Lille Métropole      | z.t.     |
| 14      | Laurens De Vreese   | Wanty-Groupe Gobert          | z.t.     |
| 15      | Edwig Cammaerts     | Cofidis                      | z.t.     |
| 16      | Gaëtan Bille        | Vérandas Willems             | z.t.     |
| 17      | Maciej Paterski     | CCC Polsat Polkowice         | z.t.     |
| 18      | Rudy Barbier        | Roubaix Lille Métropole      | z.t.     |
| 19      | Rüdiger Selig       | Katjoesja                    | z.t.     |
| 20      | Jelle Mannaerts     | Vérandas Willems             | z.t.     |

### Startlijst
| Katjoesja | Lotto-Belisol | Omega Pharma-Quick-Step |
| - 1. Aleksej Tsatevitsj - 2. Gatis Smukulis - 3. Vladimir Isajtsjev - 4. Dmitri Kozontsjoek - 6. Vjatsjeslav Koeznetsov - 7. Rüdiger Selig - 8. Anton Vorobjov                            | - 11. Vegard Breen - 12. Sean De Bie - 13. Kenny Dehaes - 14. Greg Henderson - 15. Boris Vallée - 16. Tosh Van der Sande - 17. Jonas Van Genechten - 18. Dennis Vanendert              | - 21. Julian Alaphilippe - 22. Thomas De Gendt - 23. Andrew Fenn - 24. Iljo Keisse - 25. Petr Vakoč - 26. Guillaume Van Keirsbulck - 27. Martin Velits - 28. Julien Vermote                            |
| Trek Factory Racing | FDJ.fr | AG2R-La Mondiale |
| - 31. Fumiyuki Beppu - 32. Stijn Devolder - 33. Laurent Didier - 35. Jasper Stuyven - 36. Kristof Vandewalle - 37. Boy van Poppel - 38. Danny van Poppel                                  | - 41. David Boucher - 42. Nacer Bouhanni - 43. Sébastien Chavanel - 44. Geoffrey Soupe - 45. Benoît Vaugrenard - 46. Cédric Pineau - 47. Anthony Roux - 48. Jussi Veikkanen            | - 51. Jawhen Hoetarovitsj - 52. Gediminas Bagdonas - 53. Maxime Daniel - 54. Alexis Gougeard - 55. Steve Chainel - 56. Hugo Houle - 57. Lloyd Mondory - 58. Julian Kern                                |
| Cofidis | MTN-Qhubeka | Team RusVelo |
| - 61. Edwig Cammaerts - 62. Guillaume Levarlet - 63. Stéphane Poulhiès - 64. Gert Jõeäär - 65. Rudy Molard - 66. Romain Lemarchand - 67. Florian Sénéchal                                 | - 71. Gerald Ciolek - 72. Andreas Stauff - 73. Martin Reimer - 74. Johann van Zyl - 76. Jay Robert Thomson - 77. Kristian Sbaragli - 78. Ignatas Konovalovas                           | - 81. Kirill Pozdnjakov - 82. Roman Majkin - 83. Andrej Solomennikov - 84. Leonid Krasnov - 85. Timofej Kritski - 86. Sergej Lagoetin - 87. Igor Bojev                                                 |
| CCC Polsat Polkowice | Bretagne-Séché Environnement | Topsport Vlaanderen-Baloise |
| - 91. Piotr Gawroński - 92. Jarosław Marycz - 93. Tomasz Kiendyś - 94. Nikolaj Michajlov - 95. Paweł Charucki - 96. Adrian Kurek - 97. Maciej Paterski - 98. Jacek Morajko                | - 101. Erwann Corbel - 102. Romain Feillu - 103. Benjamin Le Montagner - 104. Clément Koretzky - 105. Pierre-Luc Périchon - 106. Jean-Marc Bideau - 107. Arnaud Gérard                 | - 111. Michael Van Staeyen - 112. Tim Declercq - 113. Eliot Lietaer - 114. Pieter Jacobs - 115. Zico Waeytens - 116. Thomas Sprengers - 117. Preben Van Hecke - 118. Edward Theuns                     |
| Wanty-Groupe Gobert | Vastgoedservice Golden Palace | Veranclassic-Doltcini |
| - 121. Jérôme Baugnies - 122. Laurens De Vreese - 123. Grégory Habeaux - 124. Frederik Veuchelen - 125. Björn Leukemans - 126. Danilo Napolitano - 127. Nico Sijmens - 128. Tim De Troyer | - 131. Sander Cordeel - 132. Kurt Geysen - 133. Kevin Hulsmans - 134. Sam Lennertz - 135. Titte Van Laer - 136. Rob Ruijgh - 137. Kevin Van Staeyen - 138. Alphonse Vermote            | - 141. Giorgio Brambilla - 142. Steve Bekaert - 143. Francesco Van Coppernolle - 144. Darijus Džervus - 145. Joeri Stallaert - 146. Yu Takenouchi - 147. Frederiek Vandewiele - 148. Serge Dewortelaer |
| Vérandas Willems | Roubaix Lille Métropole | T.Palm-Pôle Continental Wallon |
| - 151. Floris Smeyers - 152. Nicolas Vereecken - 153. Walt de Winter - 154. Olivier Pardini - 155. Gaëtan Bille - 156. Niels Vandyck - 157. Jelle Mannaerts - 158. Jean Albert Carnevali  | - 161. Rudy Barbier - 162. Timothy Dupont - 163. Rudy Kowalski - 164. Romain Pillon - 165. Jimmy Turgis - 166. Baptiste Planckaert - 167. Maxime Vantomme - 168. Franck Vermeulen      | - 171. Andrew Ydens - 172. Jonathan Baratto - 173. Julien Deschesne - 174. Axel Gremelpont - 175. Guillaume Haag - 176. Toshoni Van Craen - 177. Glenn Vandemaele - 178. Maxime Vekeman                |
| Color Code-Biowanze | Wallonie-Bruxelles | |
| - 181. Julien Kaise - 182. Antoine Warnier - 183. Florent Delfosse - 184. Thomas Wertz - 185. Romain Hubert - 186. Jérôme Kerf - 187. Gaëtan Pons - 188. Rémy Mertz                       | - 191. Olivier Chevalier - 192. Sébastien Delfosse - 193. Tom Dernies - 194. Boris Dron - 195. Jonathan Dufrasne - 196. Florent Mottet - 197. Christophe Prémont - 198. Julien Stassen | |

## Vrouwen
De derde editie van Le Samyn des Dames werd gewonnen door de in België wonende Zweedse Emma Johansson.
| Le Samyn des Dames 2014 |                      |                        |          |
| Plaats                  | Naam                 | Ploeg                  | Tijd     |
| Winnaar                 | Emma Johansson       | Orica-AIS              | 2u48'25" |
| 2                       | Ashleigh Moolman     | Hitec Products         | z.t.     |
| 3                       | Sofie De Vuyst       | Futurumshop.nl-Zannata | z.t.     |
| 4                       | Ellen van Dijk       | Boels Dolmans          | z.t.     |
| 5                       | Maaike Polspoel      | Giant-Shimano          | z.t.     |
| 6                       | Maura Kinsella       | Optum                  | z.t.     |
| 7                       | Amy Pieters          | Giant-Shimano          | z.t.     |
| 8                       | Elisa Longo Borghini | Hitec Products         | z.t.     |
| 9                       | Emilia Fahlin        | Wiggle Honda           | z.t.     |
| 10                      | Joanne Kiesanowski   | Team Tibco             | z.t.     |

1968 · 1969 · 1970 · 1971 · 1972 · 1973 · 1974 · 1975 · 1976 · 1977 · 1978 · 1979 · 1980 · 1981 · 1982 · 1983 · 1984 · 1985 · 1986 · 1987 · 1988 · 1989 · 1990 · 1991 · 1992 · 1993 · 1994 · 1995 · 1996 · 1997 · 1998 · 1999 · 2000 · 2001 · 2002 · 2003 · 2004 · 2005 · 2006 · 2007 · 2008 · 2009 · 2010 · 2011 · 2012 · 2013 · 2014 · 2015 · 2016 · 2017 · 2018 · 2019 · 2020 · 2021 · 2022 · 2023 · 2024 · 2025
Etappewedstrijden

 Ster van Bessèges ·
 Ronde van de Middellandse Zee ·
 Ruta del Sol ·
 Ronde van de Algarve ·
 Ronde van de Haut-Var ·
 Driedaagse van West-Vlaanderen ·
 Internationale Wielerweek ·
 Internationaal Wegcriterium ·
 Driedaagse van De Panne-Koksijde ·
 Ronde van de Sarthe ·
 Ronde van Trentino ·
 Ronde van Turkije ·
 Vierdaagse van Duinkerke ·
 Ronde van Azerbeidzjan ·
 Szlakiem Grodów Piastowskich ·
 Ronde van Castilië en León ·
 Ronde van Picardië ·
 Ronde van Noorwegen ·
 World Ports Classic ·
 Ronde van Beieren ·
 Ronde van België ·
 Tour des Fjords ·
 Ronde van Estland ·
 Ronde van Luxemburg ·
 Boucles de la Mayenne ·
 Ster ZLM Toer ·
 Ronde van Slovenië ·
 Route du Sud ·
 Ronde van Oostenrijk ·
 Sibiu Cycling Tour ·
 Ronde van Wallonië ·
 Ronde van Portugal ·
 Ronde van Denemarken ·
 Ronde van de Ain ·
 Ronde van Burgos ·
 Arctic Race of Norway ·
 Ronde van de Limousin ·
 Ronde van Poitou-Charentes ·
 Ronde van Groot-Brittannië ·
 Ronde van Gévaudan Languedoc-Roussillon ·
 Eurométropole Tour
Eendaagse wedstrijden

 GP La Marseillaise ·
 Grote Prijs van de Etruskische Kust ·
 Trofeo Palma ·
 Trofeo Ses Salines ·
 Trofeo Serra de Tramuntana ·
 Trofeo Platja de Muro ·
 Trofeo Laigueglia ·
 Ronde van Murcia ·
 Omloop Het Nieuwsblad ·
 Classic Sud Ardèche ·
 GP Lugano ·
 Clásica de Almería ·
 Kuurne-Brussel-Kuurne ·
 La Drôme Classic ·
 Le Samyn ·
 GP Città di Camaiore ·
 Strade Bianche ·
 Roma Maxima ·
 Ronde van Drenthe ·
 Dwars door Drenthe ·
 Nokere Koerse ·
 GP Nobili Rubinetterie ·
 Handzame Classic ·
 Classic Loire-Atlantique ·
 Grote Prijs van Cholet-Pays de Loire ·
 Dwars door Vlaanderen ·
 Route Adélie de Vitré ·
 Volta Limburg Classic ·
 Grote Prijs Miguel Indurain ·
 Ronde van La Rioja ·
 Scheldeprijs ·
 GP Cerami ·
 Klasika Primavera ·
 Parijs-Camembert ·
 Brabantse Pijl ·
 GP Denain ·
 Ronde van de Finistère ·
 Tro Bro Léon ·
 Ronde van Keulen ·
 La Roue Tourangelle ·
 Rund um den Finanzplatz Eschborn-Frankfurt ·
 Ronde van de Somme ·
 ProRace Berlin ·
 Grote Prijs van Plumelec ·
 Boucles de l'Aulne ·
 Ronde van Zeeland Seaports ·
 GP Kanton Aargau ·
 Ronde van Limburg ·
 Ronde van de Apennijnen ·
 Halle-Ingooigem ·
 Prueba Villafranca de Ordizia ·
 GP Industria & Artigianato-Larciano ·
 Ronde van Toscane ·
 Circuito de Getxo ·
 Polynormande ·
 RideLondon Classic ·
 GP Stad Zottegem ·
 Arnhem-Veenendaal Classic ·
 Châteauroux Classic de l'Indre ·
 Druivenkoers Overijse ·
 Brussels Cycling Classic ·
 GP Fourmies ·
 Ronde van de Doubs ·
 GP Jef Scherens ·
 Coppa Bernocchi ·
 GP van Wallonië ·
 Coppa Agostoni ·
 Ronde van de Drie Valleien ·
 Kampioenschap van Vlaanderen ·
 Grote Prijs Impanis-Van Petegem ·
 Memorial Marco Pantani ·
 GP Industria & Commercio di Prato ·
 GP van Isbergues ·
 Omloop van het Houtland ·
 Duo Normand ·
 Milaan-Turijn ·
 Ronde van het Münsterland ·
 Ronde van de Vendée ·
 Memorial Frank Vandenbroucke ·
 Coppa Sabatini ·
 Parijs-Bourges ·
 Ronde van Emilia ·
 Parijs-Tours ·
 GP Beghelli ·
 Nationale Sluitingsprijs ·
 Chrono des Nations